# Cymbopetalum steyermarkii
Cymbopetalum steyermarkii N.A.Murray – gatunek rośliny z rodziny flaszowcowatych (Annonaceae Juss.). Występuje naturalnie w Gwatemali oraz w meksykańskich stanach Chiapas i Oaxaca. 

## Morfologia
PokrójZimozielone drzewo lub krzew dorastające do 15–23 m wysokości. Gałęzie mają kolor od pomarańczowoczerwonego do purpurowobrązowego. Młode pędy są owłosione.
LiścieMają eliptyczny kształt. Mierzą 10–14,5 cm długości oraz 2,7–4,3 cm szerokości. Nasada liścia jest rozwarta. Liść na brzegu jest całobrzegi. Wierzchołek jest spiczasty. Ogonek liściowy jest nagi i dorasta do 3–5 mm długości.
KwiatyZebrane w pęczki. Rozwijają się w kątach pędów. Działki kielicha mają owalny kształt i dorastają do 3–6 mm długości. Płatki mają kształt od owalnego do eliptycznego i osiągają do 25–35 mm długości. Kwiaty mają 24–31 słupków.
OwocePojedyncze. Mają podłużny kształt. Osiągają 8,3–13,5 cm długości.

## Biologia i ekologia
Rośnie w lasach. Występuje na wysokości do 1200 m n.p.m.